# Hessi
Hessi (ook Hassi of Hassio, overleden in 804) was een leider van de Oostfaalse Saksen in 775. Later was hij een christelijke monnik.

## Leven
Aan het begin van de Saksenoorlogen was Hessi een van de leiders van de Oostfaalse Saksen. Hij is een van de heidense Saksische leiders genoemd in de Frankische Rijksannalen. De Vita Liutbirgae, over het leven van de heilige Liutbirg, beschrijft Hessi als een van de voornaamste onder zijn volk. In 775 kwamen, volgens de Koninklijke Frankische annalen, alle Saksische Oostfalen (Austreleudi) naar Hessi toe en gaven hem zoveel gijzelaars als hij wilde. Vervolgens zwoeren ze trouw aan Karel de Grote bij de rivier de Oker. Omdat het woord 'alle' vermeldt is, kan het zijn dat Hessi alle Oostfaalse krijgers bij zich riep. Aan de andere kant is het ook mogelijk dat Hessi enkel de krijgers van zijn gouw aanvoerde omdat hij zijn sterke verdedigingspositie bij een Frankische rivieroversteek niet behield. Dit duidt erop dat het vijandige leger van de Franken veel groter dan de zijne was.
De Saksische Dichter (Poeta Saxo) vermeldt het incident als volgt:
Vervolgens kwam Karel de Grote in het gebied van de Oostfalen en zette zijn kamp op in de buurt van de Oker. Een zekere Hessi, een van hun aanvoerders, ontmoette Karel de Grote om een verzoek te doen. Alle mensen uit die regio kwamen vervolgens naar Karel de Grote, gaven gijzelaars zoals hij beval en legden een eed af en zwoeren trouw aan de koning.
Hessi liet zich later bekeren tot het christendom en werd vervolgens een graaf. Volgens de Vita Liutbirgae bedeelde Karel de Grote hem grote eer toe omdat hij hem volledig loyaal vond. Het lijkt erop dat Hessi veel profijt heeft gehad van de Frankische verovering van het Saksenland. Nadat zijn enige zoon jong stierf, gaf Hessi al zijn land aan zijn nog levende dochters waarna hij zich terugtrok in de Abdij van Fulda. De Vita Liutbirgae beschrijft zijn kloosterlijk leven als het dienen van god als een soldaat. Hij stierf in de Abdij van Fulda in 804 volgens de kloosterlijke necrologie.

## Familie
De naam van Hessi's vrouw is onbekend. De naam van zijn dochter, Gisla, en een van haar dochters, Hruothild, werden beide gebruikt in de Karolingische dynastie. Dit heeft geleid tot speculaties dat Hruothild een familielid was van Karel de Grote. Dit duidt erop dat hun huwelijk niet eerder plaatsvond dan in 775.
Het aantal dochters van Hessi is onbekend. Alleen Gisla is bekend bij naam. Zij trouwde met een graaf genaamd Unwan. Zijn identiteit is onzeker; het is mogelijk dat hij een Frank was, maar het lijkt waarschijnlijker dat hij Saksisch was. Als het de Unwan is wiens dood vastgelegd werd in 795, dan moeten hun kinderen tussen 791 en 796 geboren zijn. Ze hadden drie kinderen: Hruothild, Bilihild en Bernhard.
In de jaren 820 richtte Gisla twee huizen op voor nonnen in Karsbach. Dit huis werd eigendom van haar verweduwde dochter Hruothild. Zij was ook de baas over de nonnen. In Wendhausen (Klooster Wendhusen) was Bilihild de baas over het huis voor de nonnen. Bernhard werd tot erfgenaam gemaakt. Bernhard had met zijn vrouw Reginhild twee kinderen: Bernhard en Otwin. Met zijn tweede vrouw, Helmburg, had hij nog zes kinderen: Unwan, Adalbert, Asic, Ediram, Gisla en Bilihild.
De familie van de afstammelingen van Hessi kunnen grotendeels geconstrueerd worden met de Vita Liutbirgae. Liutbirg werd kort na Hessi's dood door Gisla ingehuurd om te helpen bij het opvoeden van haar kinderen en het beheer van haar landgoederen. Liutbirg werd na de dood van Gisla rond 830 ingehuurd door haar zoon Bernhard. Daarna trok ze zich terug in het Klooster Wendhusen. De Vita Liutbirgae functioneert feitelijk mede als een aandenken aan de Frankisch-Saksische familie van Hessi.
Verschillende graven genaamd Hessi zijn vastgelegd in het Frankische Rijk tijdens de 9e eeuw. Deze zijn waarschijnlijk afstammelingen van Hessi via zijn onbenoemde dochters.